# Nezdolná Kimmy Schmidt
Nezdolná Kimmy Schmidt (v anglickém originále Unbreakable Kimmy Schmidt) je americký komediální televizní seriál od tvůrců Tiny Fey a Roberta Carlocka, který vydává stramovací služba Netflix od 6. března 2015. Původních třináct epizod první série bylo plánováno pro stanici NBC, ale seriál byl prodán Netflixu a získal objednávku na dvě série. V lednu 2016 byla objednána třetí řada, která měla premiéru 19. května 2017. Seriál byl nominován celkem v jedenácti kategoriích ceny Emmy, včetně ceny v kategorii nejlepší komediální seriál. 13. června 2017 Netflix objednal čtvrtou řadu.

## Obsazení

### Hlavní role
- Ellie Kemper jako Kimberly "Kimmy" Schmidt, žena která unikla z bunkru a nyní začíná žít život New Yorku.
- Tituss Burgess jako Titus Andromedon, gay, zpěvák a spolubydlící Kimmy, pracující jako robot na Times Squere
- Carol Kane jako Lillian Kaushtupper, domácí Kimmy a Tituse
- Jane Krakowski jako Jacqueline Voorhees, žena, která najímá Kimmy jako chůvu

### Vedlejší role
- Sara Chase jako Cyndee Pokorny, Kimmy nejlepší kamarádka z kultu
- Lauren Adams jako Gretchen Chalker, členka kultu, do kterého vstoupila dobrovolně
- Sol Miranda jako Donna Maria Nuñez, členka kultu, která nemluví anglicky
- Dylan Gelula jako Xanthippe' Voorhees, nevlastní dcera Jacqueline
- Tanner Flood jako Buckley Voorhees, syn Jacqueline
- Andy Ridings jako Charles, Buckleyho učitel (1. řada)
- Adam Campbell jako Logan Beakman, muž z bohaté rodiny, bývalý přítel Kimmy (1. řada)
- Ki Hong Lee jako Dong Nguyen, Kimmy kamarád (1.–2. řada)
- Mike Britt jako Walter Bankston
- Tim Blake Nelson jako Randy, Kimmy nevlastní otec (1. řada)
- Jon Hamm jako Reverend Richard Wayne Gary Wayne, muž, který uvěznil Kimmy, Cydee, Gretchen a Donnu do bunkru na 15 let a který věří, že přežili konec světa
- Tina Fey jako Marcia, právnička z případu "Reverend" (1. řada) jako doktorka Andrea Bayden (2.–3. řada)
- Sheri Foster a Gil Birmingham jako Fern a Virgil White
- Amy Sedaris jako Mimi Kanasis
- Fred Armisen jako Robert Durst
- Mike Carlsen jako Mikey Politano
- Anna Campová jako Deirdre Robespierre
- Chris Northrop jako Charlie
- Doug Plaut jako Terry, Kimmy šéf (2. řada)
- Brandon Jones jako Brandon Yeagley (1.–2. řada)
- Julie Tice-Bubolz jako Yuko, robot
- Jason Kravits jako Gary Dubbin (1. řada)
- James Monroe Iglehart jako Coriolanus Burt
- David Cross/Billy Magnussen jako Russ Syned (2.–3. řada)
- John Ellison Conlee jako Rick
- Suzan Perry jako Sonja (1.–2. řada)
- Derek Klena jako Doug / DJ ingablast / Douglas (2.–3. řada)
- Daveed Diggs jako Perry (3. řada)
- Peter Riegert jako Artie Goodman (3. řada)
- Kenan Thompson jako Roland Peacock (2.–3. řada)
- Josh Charles jako Duke Snyder (2.–3. řada)
- Judah Friedlander jako Gordy (3. řada)

### Hostující role
- John McMartin jako Grant
- Martin Short jako doktor Grant
- Pat Battle jako on sám
- Richard Kind jako pan Lefkovitz, učitel
- Kiernan Shipka jako Kymmi, Randyho dcera a Kimmy nevlastní sestra
- Mark Harelik jako Julian Voorhees, Jaqcueline manžel, otec Xanthippe a Buckleyho
- Christine Ebersole jako Helene
- Dean Norris jako M. Le Loup, trenér
- Zosia Mamet a Evan Jonigkeit jako Sue a Bob Thompsteinovi
- Samuel Page jako Keith Habersohl
- Joshua Jackson jako Purvis
- Billy Eichner jako on sám
- Jeff Goldblum jako doktor Drave
- Ice-T jako on sám
- Judy Gold jako Judy
- Lisa Kudrow jako Lori-Ann Schmidt, Kimmy matka
- Laura Dernová jako Wendy Hebert
- Adrienne C. Moore jako Cindy
- Scott Adsit jako Dale Bortz
- Maya Rudolph jako Dionne Warwick
- John Lutz jako Ricky Earl
- Ray Liotta jako paulie Fucillo
- Andrea Martin jako Linda P.
- Andy Cohen jako on sám

## Produkce a vývoj
31. října 2013 začala stanice NBC pracovat na seriálu pod názvem Tooken s Ellie Kemper v hlavní roli jako Kimmy Schmidt. Scénář pro seriál napsali Tina Fey a Robert Carlock, kteří se také stali exkluzivními producenti společně s Davidem Minerem. Následující měsíc se změnit název na Nezdolná Kimmy Schmidt.
V listopadu 2014 bylo oznámeno, že stanice prodala objednávku na dvě série Netflixu. Na začátku ledna Netflix vydal první ukázku. Seriál byl vysílán 6. března 2015.

### Obsazení
V březnu 2014 byl obsazen Tituss Burgess do role Tituse, Kimmy spolubydlícího. Krátce poté se Sara Chase a Lauren Adams připojili k seriálu. Jane Krakowski byla později obsazena do roli Jacqueline. Role byla původně pro Megan Dodds, ale nakonec roli převzala Jane.

## Kritika
První série získala pozitivní kritiky. Na stránce Rotten Tomatoes seriál získal 93 %. Metacritic udělil seriálu 78 bodů ze 100. Magazín TV Guide seriál nazval "nejlepší novou komedií roku 2015".